# هاميلتون (نيوزيلندا)
هاميلتون رابع أكبر مدن نيوزيلندا من حيث المساحة، وتقع في منطقة وايكاتو في الجزء الشمالي من الجزيرة ويبلغ عدد السكان 143 ألف نسمة.
1. ↑   http://nzdotstat.stats.govt.nz/wbos/Index.aspx?DataSetCode=TABLECODE7981. {{استشهاد ويب}}: |url= بحاجة لعنوان (مساعدة) والوسيط |title= غير موجود أو فارغ (من ويكي بيانات) (مساعدة)
2. ↑  GeoNames (بالإنجليزية), 2005, QID:Q830106
3. ↑   https://www.gochengdu.cn/news/our-sister-cities/sister-cities-of-chengdu/hamilton-new-zealand--a735.html?xcSID=04j06l2e0bo8q3o2mh7ud63pm2. {{استشهاد ويب}}: |url= بحاجة لعنوان (مساعدة) والوسيط |title= غير موجود أو فارغ (من ويكي بيانات) (مساعدة)